# SEA-ME-WE 4

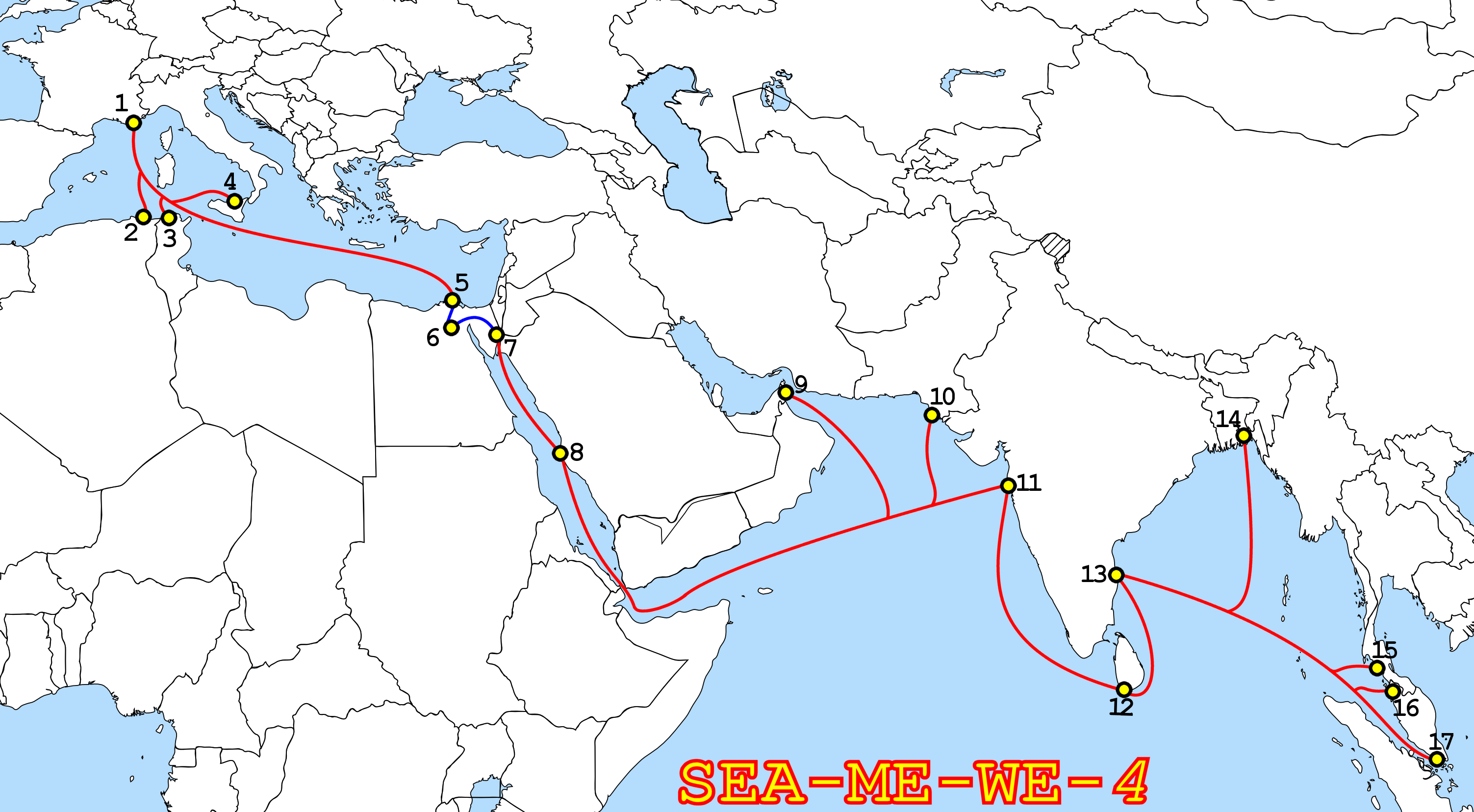
La rotta del cavo sottomarino(rosso); il segmento blu è quello terrestre

South East Asia–Middle East–Western Europe 4 (SEA-ME-WE 4) è un sistema di comunicazione via cavo sottomarino in fibra ottica tra Singapore, Malaysia, Thailandia, Bangladesh, India, Sri Lanka, Pakistan, Emirati Arabi Uniti, Arabia Saudita, Sudan, Egitto, Italia, Tunisia, Algeria e Francia.
Il cavo, lungo circa 18.800 chilometri, fornisce la dorsale Internet primaria tra il Sud Est asiatico, il subcontinente indiano, il  Medio Oriente e l'Europa.
La costruzione è stata completata il 13 dicembre 2005 con un costo di 500 milioni di dollari.
Il 30 gennaio 2008 il cavo SEA-ME-WE 4 è stato danneggiato interrompendo così la connessione a Internet in molti Paesi, tra cui i più colpiti India e Egitto.